# NGC 56
NGC 56은 물고기자리 방향에 있다고 추측되는 천체이다. 하지만 NGC 목록에 추가된 이후로, 이 천체가 발견되었다는 보고는 없다.